# Woodward (Oklahoma)
Woodward è una città della contea di Woodward, in Oklahoma. La popolazione al censimento del 2010 era di 12.051 persone residenti.